# 복소해석학

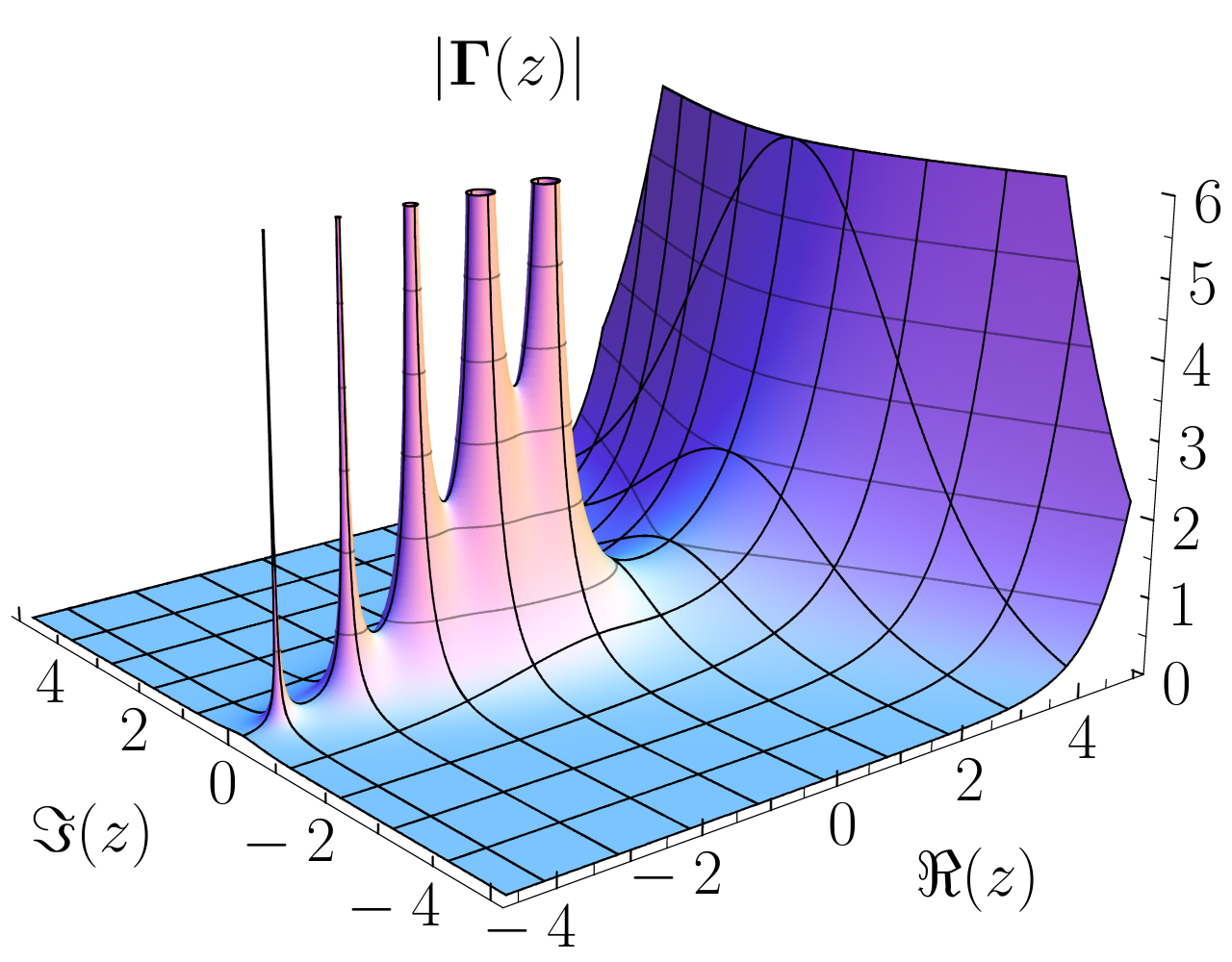

복소해석학(複素解析學, 영어: complex analysis)은 복소변수 함수(복소함수)를 연구하는 수학의 한 분야이다. 복소해석학은 정수론, 응용수학을 포함한 수학의 여러 분야와 물리학에서도 유용하게 이용된다.
복소해석학의 주된 내용은 복소 해석함수, 좀 더 일반적으로 유리형 함수와 관련된 이론이다. 복소 해석함수는 실수부와 허수부로 나눌 수 있고, 실수부와 허수부를 나타내는 함수는 각각 라플라스 방정식을 만족하기 때문에, 복소해석학은 물리학의 2차원 문제에 광범위하게 응용되고 있다.

## 역사
복소해석학은 19세기 무렵에 여러 수학자들에 의해 연구되기 시작한 분야로, 수학의 고전적인 분야 가운데 하나이다. 초창기에는 레온하르트 오일러, 카를 프리드리히 가우스, 베른하르트 리만, 오귀스탱 루이 코시, 카를 바이어슈트라스 등이 중요한 업적을 남겼고, 20세기에 들어서는 더 많은 수학자들이 복소해석학의 연구에 동참했다. 전통적으로 복소해석학의 주제들, 그 중에서도 특히 등각사상은 물리학의 여러 분야에 응용되었으며, 이는 해석적 수론의 연구 전반에서도 중요한 역할을 한다. 현대에 복소해석학이 응용되는 분야는 20세기 말부터 두각을 나타내고 있는 복소 동역학이나, 해석함수를 반복적으로 적용하여 얻을 수 있는 망델브로 집합과 같은 프랙털 구조를 다루는 프랙털 기하학 등이 유명하다. 이들 분야에 대한 발달과 함께 복소해석학은 더욱 많은 사람들이 관심을 갖는 분야가 되었다. 최근의 중요한 복소함수론의 응용은 물리학의 끈 이론에서 찾을 수 있다.

## 복소함수
일반적으로 복소함수란 독립변수와 종속변수가 모두 복소수인 함수를 말한다. 다시 말해 복소함수는 정의역과 치역이 복소평면의 부분집합인 함수로, 복소함수의 독립변수와 종속변수는 모두 실수부와 허수부로 나눌 수 있다.
{\displaystyle z=x+iy\,}
{\displaystyle w=f(z)=u(x,y)+iv(x,y)\,}
여기서 {\displaystyle x,y\in \mathbb {R} \,} 이고 {\displaystyle u(x,y),v(x,y)\,}는 실함수이다.
즉, 복소함수 f(z)는 실수부를 나타내는 함수
{\displaystyle u=u(x,y)\,}
와 허수부를 나타내는 함수
{\displaystyle v=v(x,y),\,}
로 나눌 수 있으며 이들 두 함수는 모두 x 와 y을 독립변수로 갖는 이변수 함수이다.
기본적인 복소함수는 실함수의 정의역을 복소평면으로 확장하여 정의하는 것이 일반적이다. 예를 들어 복소함수로서의 지수함수 {\displaystyle f\,(z)=e^{z}\,}는 복소변수 z가 실수일 때, 실함수로서의 지수함수 {\displaystyle f\,(x)=e^{x}\,}와 같은 값을 가질 뿐만 아니라, 실함수로서의 지수함수가 갖는 중요한 성질인
{\displaystyle f\,(x+y)=e^{x+y}=e^{x}\,e^{y}=f\,(x)\,f\,(y)}
를 복소평면에서 만족하도록 정의되었다.

## 도함수와 코시-리만 방정식

### 도함수
실함수에서와 마찬가지로 복소함수 {\displaystyle f(z)\,}의 정의역 안의 점 {\displaystyle z\,}에서의 미분은 극한
{\displaystyle f^{\prime }(z)={\frac {dw}{dz}}=\lim _{h\to 0}{\frac {f(z+h)-f(z)}{h}}\,\cdots \cdots (1)}
으로 정의한다. 만약 극한이 존재하지 않는다면 {\displaystyle f(z)\,}는 점 {\displaystyle z_{0}\,}에서 미분 불가능하다. 여기서 극한에 관해 주의해야 할 것은, 일변수 함수의 극한에서 {\displaystyle h\,}는 수직선을 따라 0에 접근하는 경우만을 생각할 수 있었지만, 복소평면에서는 무수히 많은 경로를 생각할 수 있고 어떤 경우든 그 극한값이 모두 일치해야 극한이 존재한다는 점이다.
복소함수 {\displaystyle f:D\rightarrow \mathbb {C} \,}의 영역 {\displaystyle D\,} 안의 모든 점에서 위 (1)의 극한이 존재하면 {\displaystyle f\,}를 {\displaystyle D\,}에서 미분가능하다고 하고 식(1)로 정의된 함수 {\displaystyle f':D\rightarrow \mathbb {C} \,}를 {\displaystyle f\,}의 도함수라고 한다.
복소함수가 도함수를 갖는 것은 실함수가 도함수를 갖는 것보다 훨씬 더 수학적으로 중요한 결과이다. 실함수의 경우 정의역의 모든 점에서 1계 도함수가 존재하지만 2계 도함수가 존재하지 않는 경우를 찾을 수 있으나, 복소함수의 경우 열린집합에서 정의된 함수가 도함수를 가지면 그 함수는 무한번 미분 가능한 함수가 된다.

### 코시-리만 방정식
해석적인 복소함수 {\displaystyle f(z)\,}의 z에서 극한 (1)이 존재한다. 그러므로 극한 (1)에서 h가 특별히 실수축과 허수축에 나란하게 움직이는 경우의 극한도 존재하고 또 같은 극한값을 가져야 한다. 따라서 함수 {\displaystyle f(z)\,}의 실수부와 허수부를 각각 {\displaystyle u(x,y),\,\,v(x,y)\,}라고 하면
{\displaystyle f^{\prime }(z)={\frac {\partial u}{\partial x}}+i{\frac {\partial v}{\partial x}}={\frac {\partial v}{\partial y}}-i{\frac {\partial u}{\partial y}}.\,}
이다. 위 두 식의 실수부와 실수부, 허수부와 허수부는 같아야 하므로 다음이 성립한다.
{\displaystyle {\frac {\partial u}{\partial x}}={\frac {\partial v}{\partial y}}\qquad {\frac {\partial u}{\partial y}}=-{\frac {\partial v}{\partial x}}\,} 또는, {\displaystyle u_{x}=v_{y}\qquad u_{y}=-v_{x}.\,}
이 두 방정식을 코시-리만 방정식이라고 한다.

## 중요한 결과들
- 복소해석학에서 가장 중요한 해석 도구 중의 하나로 선적분을 들 수 있다.
  - 코시 적분 정리: 닫힌 곡선의 안쪽에서 해석적인 복소함수를 그 닫힌곡선을 따라 적분한 값은 항상 0이다.
  - 코시 적분 공식: 원판 안에서 정칙함수의 값은 그 원판의 경계선(원)을 따라 그 함수와 관련된 특정한 형태의 함수를 적분하여 구할 수 있다.
  - 유수 정리: 닫힌곡선의 안쪽에서 극(극점)이나 진성특이점을 갖는 복소함수의 닫힌곡선 위에서의 선적분의 계산은 유수 정리를 이용할 수 있다. 유수 정리를 이용하면 실수체 위에서 사실상 불가능할 정도로 복잡한 실함수의 적분 계산을 복소평면에서의 선적분을 이용하여 계산할 수 있다.
- 복소해석학의 주요 주제는 복소함수-해석함수, 유리형 함수-에 관한 것이다.
  - 테일러 급수: 해석적인 복소함수는 테일러 급수로 나타낼 수 있다.
  - 로랑 급수: 특이점을 제외한 특이점 근방에서 복소함수는 로랑의 급수로 나타낼 수 있으며 이를 이용하여 특이점 근방에서의 복소함수의 특성을 알아볼 수 있다.
  - 피카르의 대정리: 진성특이점 근방에서 해석함수의 특성을 설명하는 정리이다.
  - 리우빌 정리: 전체 복소평면에서 유계인 해석함수 즉, 유계인 전해석함수는 상수함수이다. 리우빌 정리를 이용하면 대수학의 기본정리를 짧게 증명할 수 있다. 대수학의 기본정리는 ‘복소수체는 대수적으로 닫혀있다’는 내용이다.
  - 해석적 연속: 만약 한 함수가 단일 연결 영역 {\displaystyle \Omega }에서 해석적이라면 그 함수값은 {\displaystyle \Omega }의 부분 영역에서의 함수값에 의해 완전히 결정된다. 이를 이용하면 해석함수의 정의역을 확장할 수 있다. 예를 들어 최초에는 복소평면의 제한된 부분에서만 수렴하는 무한급수로 정의되었던 리만 제타 함수도 해석적 확장을 통해 그 정의역을 확장할 수 있다.
- 위의 모든 내용들은 일변수 복소해석학에 관련된 것들이다. 그러나 2변수 이상의 복소해석학에서도 역시 풍부한 이론들을 찾을 수 있다.
  - 2변수 이상의 복소해석학에서도 멱급수 전개와 같은 해석적인 성질들이 성립하지만, 등각성(conformality)과 같은 일변수 해석함수가 갖는 기하학적 성질은 더 이상 성립하지 않는다.
  - 리만 사상 정리: 단순연결영역에서 등각 관계(conformal relation)에 관한 함수의 존재성에 관한 정리인 리만 사상 정리는 일변수 복소해석학에서 매우 중요한 의미를 갖는 이론이지만 2변수 이상의 복소함수에서는 성립하지 않는다.

## 같이 보기
- 복소기하학
- 벡터 미적분학
- 실해석학
- 리만-로흐 정리
- 룽게의 정리

## 참고 문헌
- 김정헌; 정광식 (2011년 3월). 《복소해석학》. 대선. ISBN 978-89-8894464-6.
- 김정진; 윤갑진 (2013년 3월). 《복소해석학》. 교우사. ISBN 978-89-8172946-2.
- 이춘호; 최규홍 (2013년 3월). 《복소해석학》. 경문사. ISBN 978-89-6105673-1.
- 양영오 (2009년 8월). 《복소해석학의 이해》 2판. 청문각. ISBN 978-89-6364016-7.
- 고석구 (2009년 9월). 《복소해석학개론》 3판. 경문사. ISBN 978-89-6105248-1.
- Marsden, Jerrold E.; Hoffman (1998년 11월). 《Basic complex analysis》 (영어) 3판. W. H. Freeman. Zbl 0777.26001.
- Stein, Elias M.; Rami Shakarchi (2003). 《Complex analysis》. Princeton Lectures in Analysis (영어) 2. Princeton University Press. ISBN 978-069111385-2.
- Rudin, Walter (1987). 《Real and Complex Analysis》 (영어) 3판. McGraw-Hill. ISBN 978-0-07-054234-1. MR 0924157. Zbl 0925.00005. 2014년 10월 6일에 원본 문서에서 보존된 문서. 2014년 10월 6일에 확인함.
- Silverman, Richard A. (1967). 《Introductory complex analysis》. Dover Books on Mathematics (영어). Dover. ISBN 978-048664686-2. Zbl 0145.29804.
- Ullrich, David C. (2008). 《Complex made simple》. Graduate Studies in Mathematics (영어) 97. American Mathematical Society. ISBN 978-0-8218-4479-3. Zbl 1221.30002.
- Greene, Robert E.; Steven G. Krantz. 《Function theory of one complex variable》. Graduate Studies in Mathematics (영어) 40 3판. ISBN 978-0-8218-3962-1. MR 2215872. Zbl 1114.30001.